# Edificio Centenario

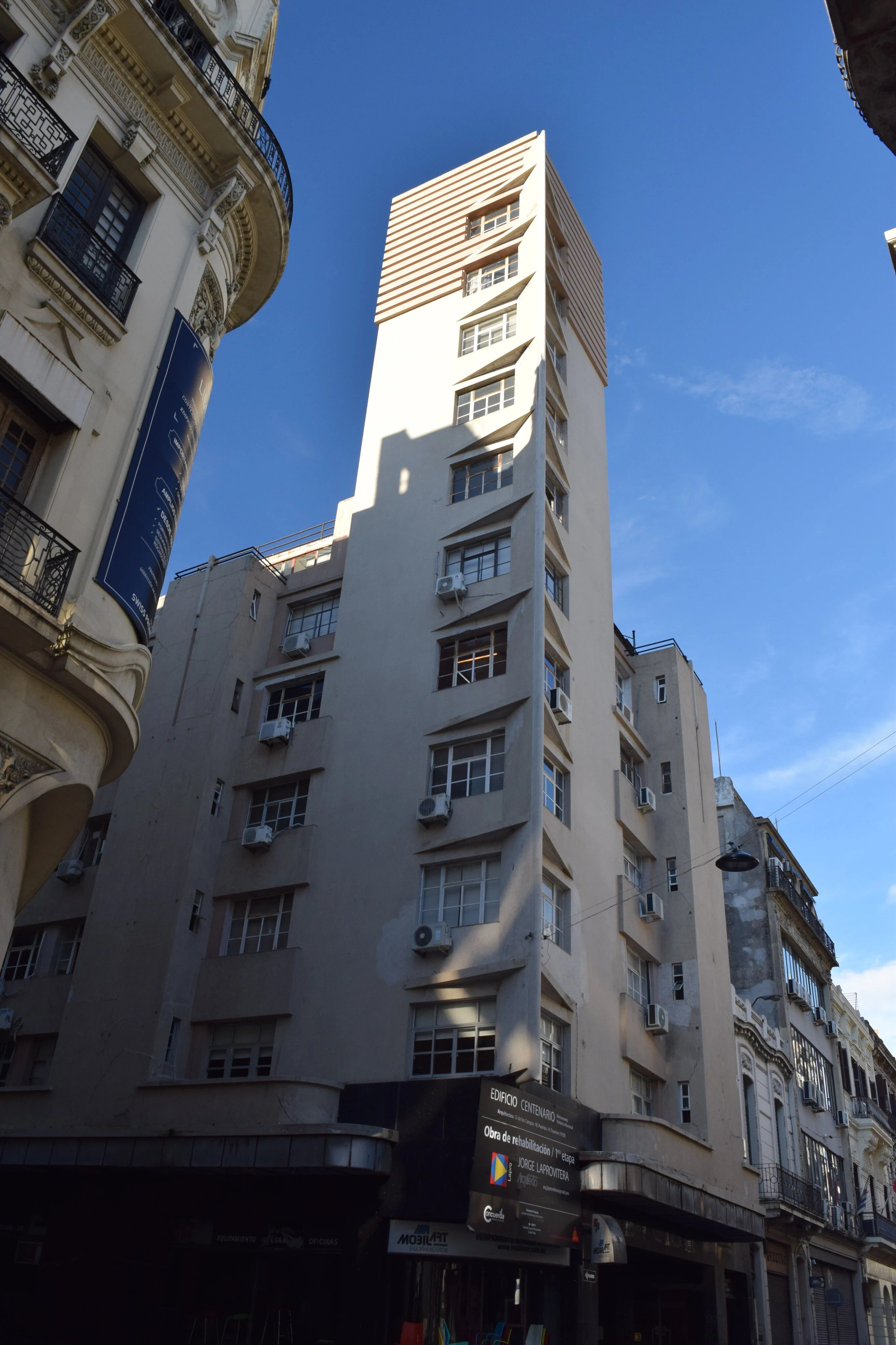
Edificio Centenario

Das Edificio Centenario ist ein Bauwerk in der uruguayischen Landeshauptstadt Montevideo.
Das nach einer Planung aus dem Jahr 1929 im Folgejahr errichtete, 10 Etagen beinhaltende Gebäude ist Werk der Architekten Octavio De los Campos, Milton Puente und Hipólito Tournier und befindet sich in der Calle 25 de mayo 555, Ecke Ituzaingó in der Ciudad Vieja. Es ist dem Stil des holländischen Expressionismus zuzuordnen
und seit 1989 als Monumento Histórico Nacional klassifiziert.